# Venance Zézé
Venance Zézé (Abidjan, 17 juni 1981), beter bekend als Zézéto, is een Ivoriaans voetballer die sinds 2014 uitkomt voor Séwé Sports. Zézéto is een aanvaller.

## Carrière
Zézéto is een jeugdproduct van ASEC Mimosas. In 2001 ging hij aan de slag bij KSK Beveren, waarmee ASEC een samenwerkingsverband had. Na twee jaar versierde hij een transfer naar KAA Gent. Gent leende hem uit aan FC Brussels en KSK Beveren, alvorens hem in januari 2006 te verkopen aan Metaloerh Donetsk. Na een uitleenbeurt aan Metalist Charkov tijdens de heenronde van het seizoen 2007/08, werd hij in januari 2008 definitief verkocht aan Charkov. In maart 2010 werd hij uitgeleend aan het Finse FF Jaro. Op het einde van de uitleenbeurt, in januari 2011, werd hij definitief verkocht aan de Finse club. Daar speelde hij tot de zomer van 2011. Na een tijdje zonder club gezeten te hebben, tekende hij in mei 2012 een contract bij AC Oulu. Op 28 februari 2013 stapte hij over naar FC Haka. In oktober 2014 keerde hij terug naar zijn land, waar hij voor Séwé Sports ging spelen. Daar speelt hij nu nog altijd.

## Nationale ploeg
Zézéto speelde zeven interlands voor Ivoorkust. Hij maakte 1 doelpunt.